# بخش پیلار
بخش پیلار (به اسپانیایی: Partido del Pilar) یک منطقهٔ مسکونی در آرژانتین است که در استان بوئنوس آیرس واقع شده‌است. بخش پیلار ۳۵۲ کیلومتر مربع مساحت و ۲۳۲٬۴۶۳ نفر جمعیت دارد.